# Periaeschna nocturnalis
Periaeschna nocturnalis är en trollsländeart som beskrevs av Fraser 1927. Periaeschna nocturnalis ingår i släktet Periaeschna och familjen mosaiktrollsländor. IUCN kategoriserar arten globalt som livskraftig. Inga underarter finns listade i Catalogue of Life.